# Ambasciata d'Italia a Baghdad
Erbil
L'ambasciata d'Italia a Baghdad è la missione diplomatica della Repubblica italiana nella Repubblica d'Iraq.
La sede dell'ambasciata si trova a Baghdad nell'International Zone; Dijlah Diplomatic Compound; Villa W9.

## Storia
La prima sede diplomatica italiana in Iraq è stata aperta nel 1931.

## Ambasciatori d'Italia in Iraq
- Gugliemo Rulli (console) dal 1931[3]
- Michele Lanza (primo ambasciatore) dal 1954[3]
- Guido Navarrini 1963
- Giovanni Piero Nuti fino al 1975[4]
- Vittorio Zadotti dal 1975 al 1977[4]
- Colonna Valerio Brigante Angelini dal 1977 al 1982[4]
- Antonio Napolitano dal 1982 al 1986[4]
- Ugo Toscano dal 1986[4]
- Gian Ludovico De Martino di Montegiordano da luglio 2004[5]
- Maurizio Melani da Marzo 2006[6]
- Massimo Marotti da marzo 2013[7]
- Marco Carnelos da giugno 2015[8]
- Bruno Antonio Pasquino da novembre 2017[9]

- Maurizio Greganti da  Dicembre 2021 [10]
- Niccolò Fontana da Novembre 2024[11]